# Silviu Petrescu (arbitru)
Silviu Petrescu (n. 6 octombrie 1968, Brașov, România) este un arbitru de fotbal româno-canadian, cu reședința actuală în Waterloo, Ontario, Canada. În trecut a jucat fotbal la nivel profesionist. 
În calitate de arbitru el oficiază meciuri în Major League Soccer – campionatul comun de fotbal din Statele Unite și Canada, dar și meciuri internaționale. Este membru al Professional Referee Organization.

## Viața și cariera
Silviu Petrescu s-a născut și a crescut în România, unde a și învățat meseria de arbitru, debutând în arbitraj în anul 1987. Tatăl său, Radu, a fost arbitru FIFA. Silviu a jucat fotbal la nivel profesionist, în Divizia A, timp de trei ani. Apoi s-a stabilit în Canada, devenind arbitru asociat la Canadian Soccer Association. În 2002 a fost inclus în lista FIFA a arbitrilor internaționali. A început a oficia meciuri în Major League Soccer în 2006. A mai arbitrat și meciuri din cadrul turneelor CONCACAF și alte turnee naționale și internaționale, de la amicale până la meciuri din calificările pentru Campionatul Mondial de Fotbal.
Când a avut loc Campionatul Mondial de Fotbal sub 20 în 2007 în Canada, Petrescu a fost selectat în rândul arbitrilor oficiali ai turneului.
În noiembrie 2012, Major League Soccer l-a numit pe Petrescu „Arbitrul anului în MLS”, el fiind primul canadian care câștigă titlul. La scurt timp după, a fost anunțat că Petrescu va arbitra finala MLS Cup 2012.
În viața de zi cu zi, Silviu Petrescu este taximetrist.

## Titluri și premii
- Arbitrul anului în MLS (MLS Referee of the Year): 2012[6]

## Statistici cartonașe
| Sezon | M  | Tot | PM   | Tot | PM   |
| ----- | -- | --- | ---- | --- | ---- |
| 2013  | 19 | 71  | 3.74 | 3   | 0.16 |
| 2014  | 15 | 39  | 2.6  | 0   | 0    |

Actualizat la meciurile jucate pe 3 noiembrie 2014.
Sursa: http://www.proreferees.com/stats-referee-stats.php Arhivat în 12 noiembrie 2015, la Wayback Machine.